# Country Joe McDonald
Country Joe McDonald né Joseph Allen McDonald le 1er janvier 1942 à Washington, est un chanteur américain de rock et fut coleader du groupe Country Joe and the Fish. Il est surtout connu pour sa prestation au festival de Woodstock.

## Biographie
Joseph Mac Donald grandit à El Monte en Californie, fils de Worden Mac Donald, écossais descendant de presbytériens et de Florence Plotnick, fille d'émigrants juifs russes. Dans leur jeunesse, ses parents étaient communistes : aussi appelèrent-ils leur fils Joseph en hommage à Joseph Staline. À l'âge de 17 ans, il s'engage dans la Marine, et est stationné au Japon. Après son engagement militaire, il reste un an au Los Angeles City College. Au début des années 1960, il enchaîne les performances de rue sur la célèbre Telegraph Avenue (en) de Berkeley.
Il est cofondateur avec Barry Melton du groupe de rock Country Joe and the Fish en 1965. Avec son groupe, il est l’auteur de 33 albums, et il a écrit des centaines de chansons.
À la fin des années 1960 et au début des années 1970, il s’est engagé contre la guerre du Viêt Nam et a participé à la campagne menée par Jane Fonda.
La collaboration entre Barry Melton et Joe McDonald a débuté par des enregistrements en faveur du journal politique de Joe McDonald Rag Baby. Ils ont alors décidé de former un groupe : Country Joe and the Fish. Barry Melton était le lead guitar et Country Joe assurait la partie vocale.
Son morceau I-Feel-Like-I'm-Fixin'-to-Die contre la guerre au Viêt Nam est particulièrement connu où il chante « One, two, three, what are we fighting for? », que l’on peut traduire par « Un, deux, trois, pourquoi se bat-on ? ». À l'époque, sa maison de disques Vanguard Records avait refusé d'intégrer le morceau au premier album pour finir par l'accepter sur le second. Lors du Shaefer Music Festival de New York, le 21 août 1968, il modifia, à l'invitation de Gary « Chicken » Hirsh, l'habituel « Fish Cheer », série de questions–réponses avec l’auditoire pendant laquelle Joe épelle le mot fish (surnom de son partenaire Barry Melton) : « Gimme an F! Gimme an I! Gimme an S! Gimme an H! » par le célèbre : « Gimme an F! Gimme a U! Gimme a C! Gimme a K! ». La version la plus connue, et qui l'a fait accéder à la notoriété, est celle enregistrée au Festival de Woodstock. De fait, le groupe faisait « Donnez-moi un F ! Donnez-moi un U ! Etc. » dès ses tout débuts, dans les petits bars et les clubs de San Francisco, avant d'avoir un contrat d'enregistrement. La société de disques leur a demandé d'ôter cela, c'est pourquoi ils se sont mis à épeler « F.I.S.H. » à la place. À New York comme à Woodstock, Country Joe n'a fait que revenir à leurs débuts.
À cette même époque, il continue d'enregistrer des albums, notamment Hold on It's Coming (sous titré Terror on Tin-Pan alley: a saga of loose strings and fast music) qui contient les morceaux Playing with fire, Travellin et Joe's Blues.
Il a aussi composé des musiques de film, notamment pour Jours tranquilles à Clichy, d’après le livre d'Henry Miller.

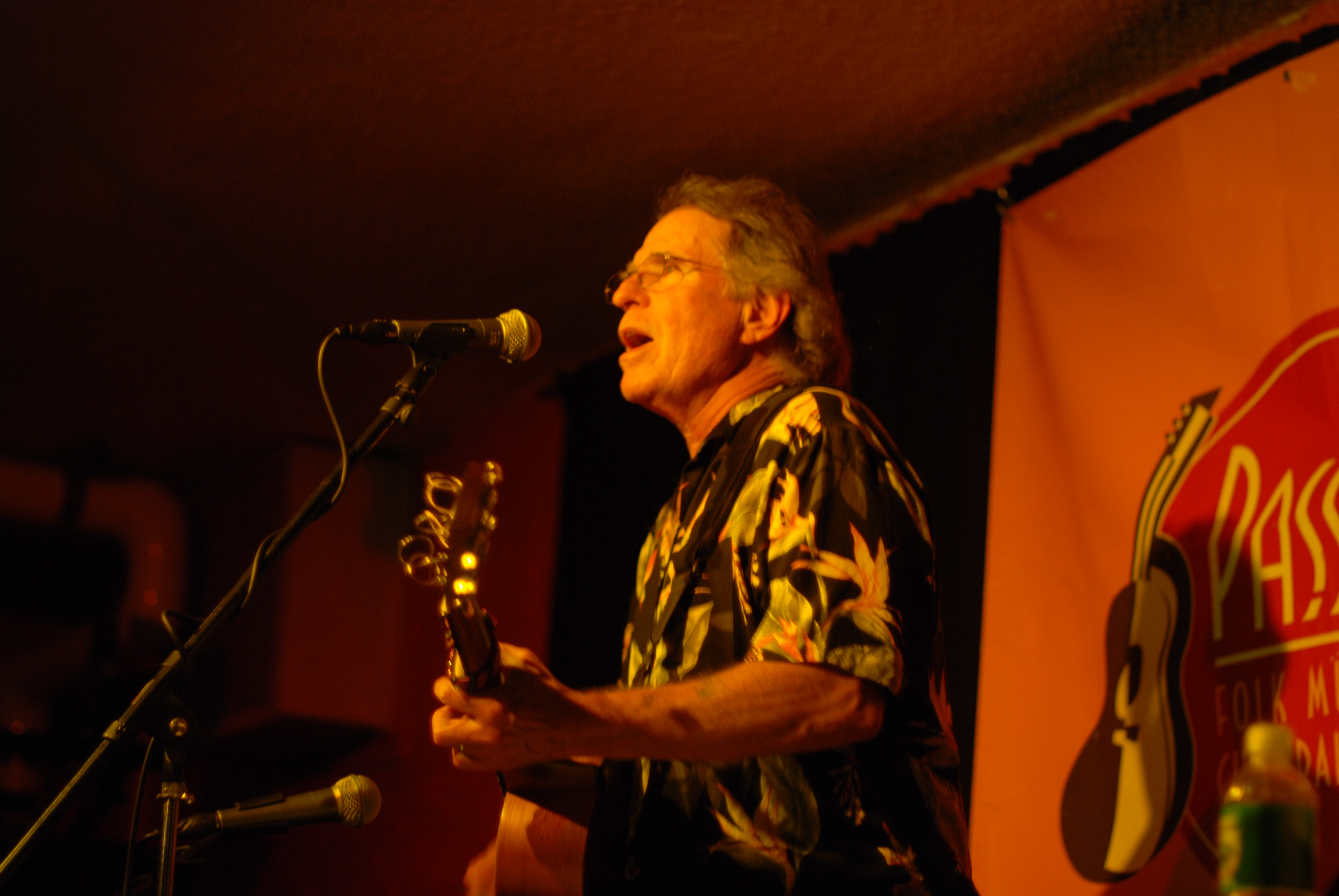
Country Joe McDonald

En 2004, Country Joe se reforme sous le nom The Country Joe Band avec quelques-uns des membres originaux de Country Joe and The Fish, dont Bruce Barthol, David Benett Cohen et Gary « Chicken » Hirsch. Le groupe part en tournée aux États-Unis et au Royaume-Uni. Au printemps 2005, Country Joe participe à un mouvement de protestation contre le gouverneur de Californie, Arnold Schwarzenegger.
En 2005 le commentateur politique et très conservateur Bill O'Reilly le compare à Fidel Castro, pour ses prises de positions aux côtés de Cindy Sheehan contre la guerre en Irak.
Le 18 septembre 2012 Country Joe sort un album appelé Time Flies By.
Le 18 juin 2015, l'épreuve d’histoire-géographie du baccalauréat général français pour les filières L et ES porte notamment sur les paroles de la chanson I-Feel-Like-I'm-Fixin'-to-Die.

## Discographie

### Country Joe and The Fish
- Electric Music for the Mind and Body (1967)
- I Feel Like I'm Fixin' to Die (1967)
- Together (1968)
- Here We Go Again (1969)
- Greatest Hits (1969)
- C.J.Fish (1970)
- The Best of Country Joe and The Fish (1973)
- Reunion (1977)
- Collected Country Joe and The Fish (1988)
- Live! Fillmore West 1966 (1996)

### En solo
- Thinking of Woody Guthrie  (1969)
- Tonight I'm Singing Just for You  (1970)
- Hold on It's Coming (1971)
- War War War (1971)
- Incredible! Live! Country Joe! (1972)
- Paris Sessions (1973)
- Country Joe (1974)
- Essential Country Joe (1974)
- Paradise with an Ocean View (1975)
- Love Is a Fire (1976)
- Goodbye Blues (1977)
- Rock and Roll Music from the Planet Earth (1978)
- Leisure Suite (1979)
- Into the Fray (1981)
- On My Own (1981)
- Animal Tracks (1983)
- Childs Play (1983)
- Peace on Earth (1984)
- Vietnam experience (1986)
- Classics (1989)
- The Best of Country Joe McDonald (1990)
- Superstitious Blues (1991)
- Carry On (1995)
- Something Borrowed, Something New (1998)
- Eat Flowers and Kiss Babies (1999)
- I Feel Like I'm Fixin to Sing some Songs (2000)
- Crossing Borders (2002)
- Thank the Nurse (2002)
- Natural Imperfections (2005)
- Time Flies By (2012)